# Ioan Berghia
Ioan Berghia (n. 3 septembrie 1898, Avrig - d. ?) a fost un deputat în Marea Adunare Națională de la Alba Iulia, organismul legislativ reprezentativ al „tuturor românilor din Transilvania, Banat și Țara Ungurească”, cel care a adoptat hotărârea privind Unirea Transilvaniei cu România, la 1 decembrie 1918.:p. 77

## Biografie
Ioan Berghia a urmat școala primară la Avrig, după care a făcut cinci clase la liceul unguresc din Sibiu. Apoi, a urmat secția pedagogică a Seminarului Andreian din Sibiu, vreme de patru ani. A luptat în cadrul Primului Război Mondial pe frontul italian și pe cel rus. În anul 1919, Ioan Berghia a intrat în armata română în calitate de sublocotenent, luând parte la campania împotriva Ungariei. A fost președinte de onoare a Reuniunii Meseriașilor români din Avrig și a fost membru al comitetului de ridicare a bustului lui Gheorghe Lazăr din Avrig. Ioan Berghia a fost colaborator al ziarelor Cuvântul Poporului și Puiul Calicului.:p. 16

## Activitatea politică

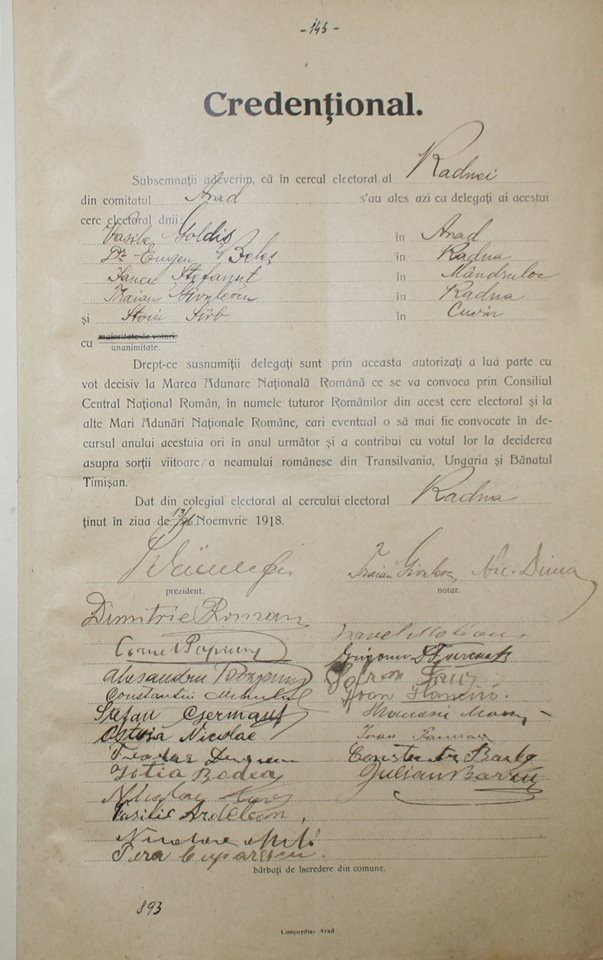
Credențional

La Adunarea Națională din 1 decembrie 1918 a fost stegar, membru supleant, reprezentant al Cercului Cisnădie.
>:p. 16:p. 77